# Leeuwarderadeel
 Leeuwarderadeel (en frisón Ljouwerteradiel), es un municipio de la provincia de Frisia en los Países Bajos. En 2013 tenía una población de 10.318 habitantes ocupando una superficie de 41,46 km², de los que 0,55 km² corresponden a la superficie ocupada por el agua, con una densidad de población de 252 h/km².  
El municipio cuenta con siete núcleos de población, con capital en Stiens, pueblo de poco más de 7.800 habitantes en 2006. Los nombres oficiales son los frisones. En Jelsum, población de 235 habitantes en 2006, se encuentra Dekemastate, el stin o casa señorial de piedra más antiguo de Frisia, convertido en museo

## Galería

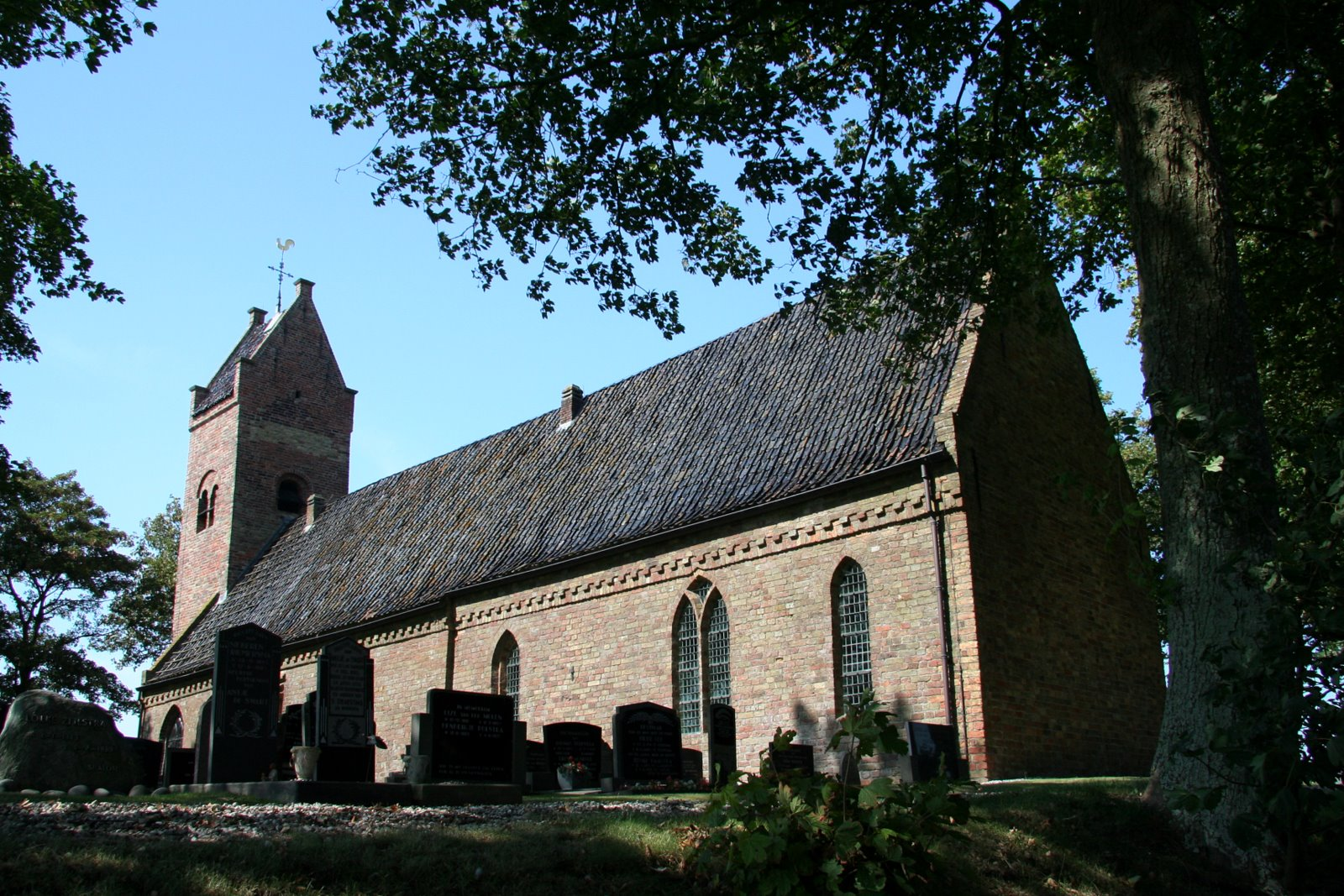
Finkum, Sint-Vituskerk, siglo XIII.
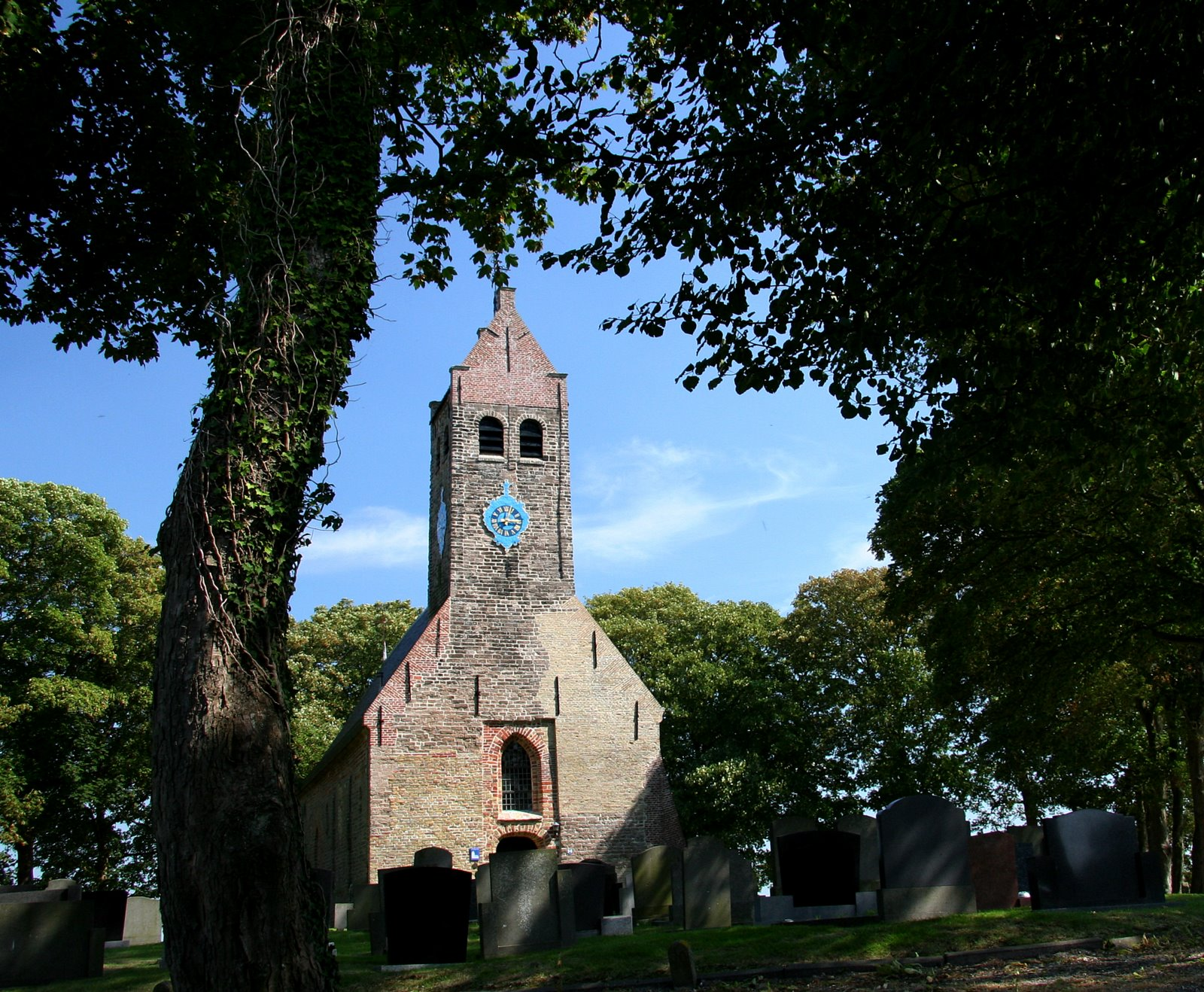
Hijum, Nicolaaskerk, siglo XII.
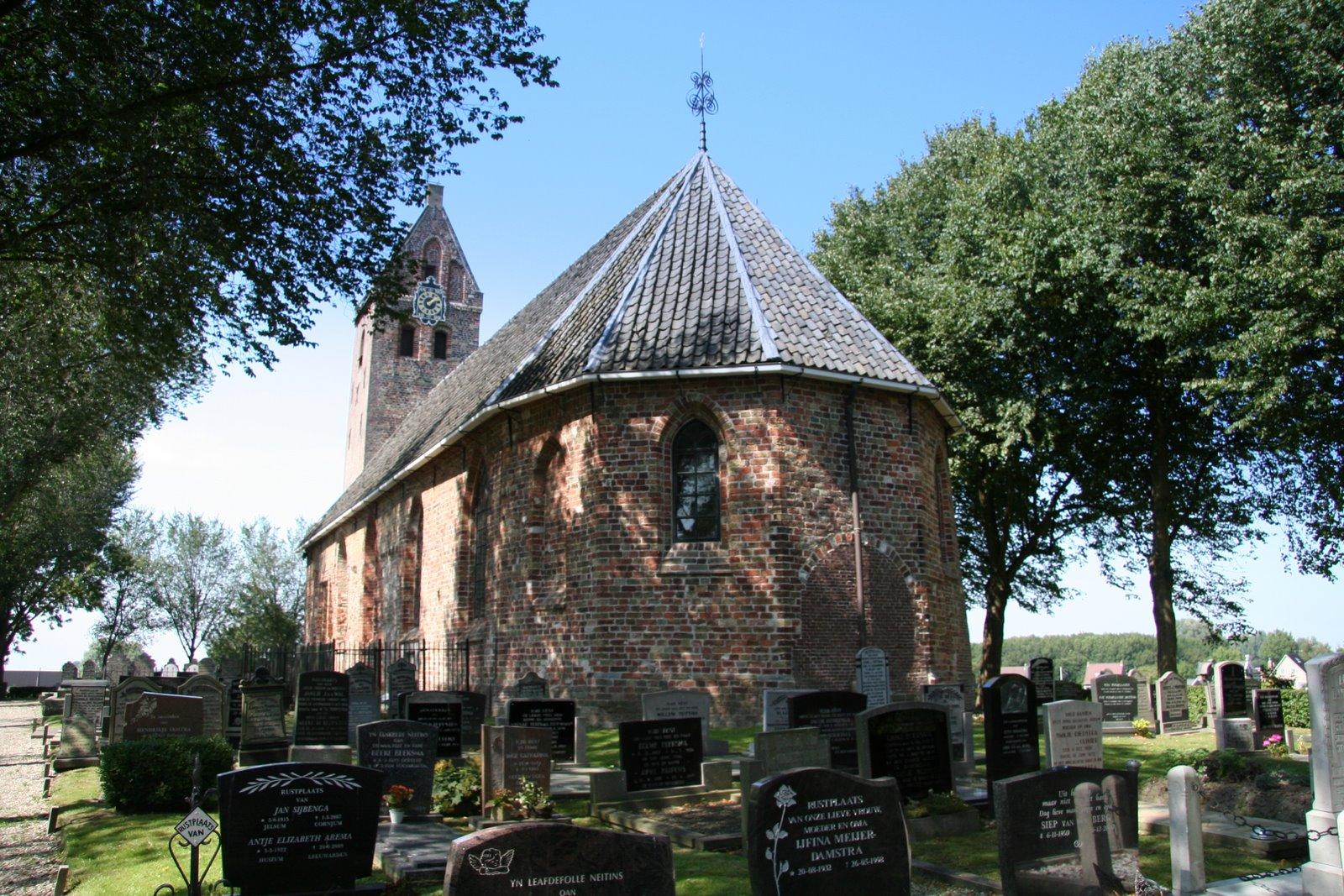
Iglesia de Jelsum.
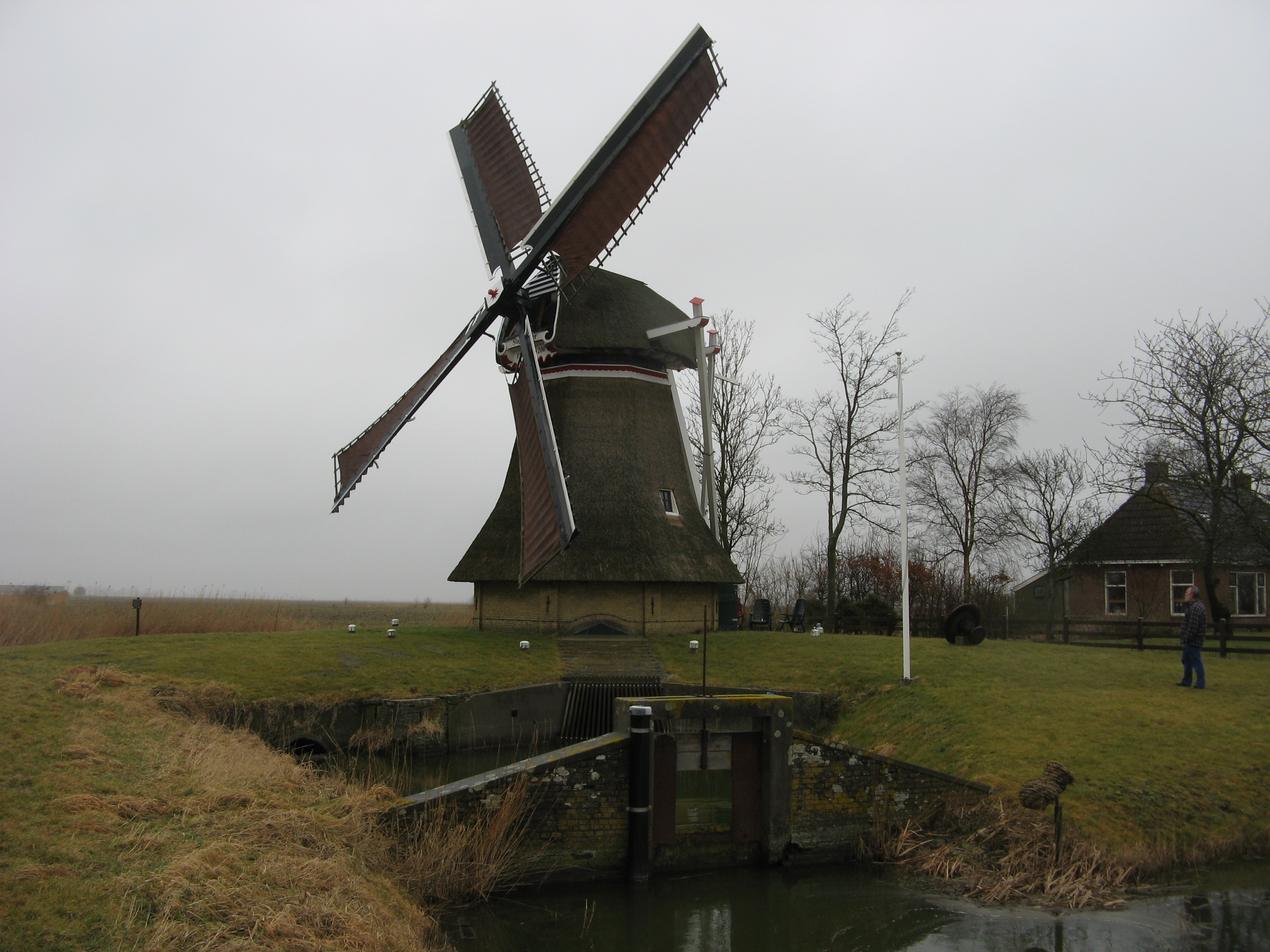
Finkum, Slagdijkstermolen, 1864